# Sport Club Corinthians Paulista (beach soccer)
 (mai 2022).
Maillots
La section beach soccer du Sport Club Corinthians Paulista est un club brésilien basé à São Paulo.

## Histoire
En 2011, le club termine 3e de la première coupe du Brésil de beach soccer.
En 2012, après avoir échoué en quarts de finale de la Coupe du monde des clubs 2012 et composés de certains des joueurs de beach soccer les plus talentueux du Brésil, dont le gardien Mão et le buteur André, les Corinthians remportent le premier championnat du Brésil de beach soccer.
L'année suivante, le club devient champion du monde.

## Palmarès
- Championnat du Brésil (1)
  - Champion en 2012

- Coupe du monde des clubs (1)
  - Vainqueur en 2013

## Personnalités

### Joueurs notables
- André
- Buru
- Mão
- Yuri Krashenninikov
- Marcelinho Carioca
- Benjamin

### Effectif 2013
| Nom                  | Poste     | Date de naissance |
| -------------------- | --------- | ----------------- |
| Miguel Ángel Estrada | Gardien   | 11 juillet 1983   |
| Mão                  | Gardien   | 6 décembre 1978   |
| Rui Coimbra          | Défenseur | 14 avril 1986     |
| Anderson Dias Lima   | Défenseur | 11 août 1983      |
| Bruno Xavier         | Défenseur | 15 août 1984      |
| Daniel Nogueira Lima | Défenseur | 3 novembre 1982   |
| Fernando DDI         | Défenseur | 8 mars 1981       |
| Rafinha              | Milieu    | 10 novembre 1988  |
| André                | Attaquant | 26 mai 1977       |
| Bruno Malias         | Attaquant | 29 mars 1980      |